# Aruwimi
Aruwimi är en biflod till Kongofloden, som flyter norr och öster om Kongofloden.
Aruwimi börjar som Iturifloden, vilken rinner upp på savannen norr om Kibaleflodens avrinningsområde. Den flyter huvudsakligen i sydsydvästlig riktning tills den förenas med Sharifloden som går nära Bunia. Ituri svänger därefter mot väster, genom Ituriregnskogen. Ituri byter namn till Aruwimi vid Bomili där den flyter samman med Nepokofloden. Floden fortsätter mot väster och förenas med Kongofloden vid Basoko. Dess totala längd, inklusive Ituri, är ungefär 1 300 km. Floden är ungefär 1,5 km bred när den förenas med Kongo.
Flodens avvattningsområde består nästan helt av tät skog, med bara ett mindre antal byar längs dess lopp. På fyra ställen korsas den av vägar.

## Bifloder
Aruwimis huvudsakliga bifloder är:
- Nepoko (Nepoki)

Ituris huvudsakliga tillflöden är:
- Audsa
- Lenda
- Esaye
- Makoya
- Epulu
- Belue

## Orter längs floden
- Banalia
- Panga
- Bafwangbe
- Bomili
- Avakubi
- Teturi
- Bunia